# Maliattha sexpartita
Maliattha sexpartita là một loài bướm đêm trong họ Noctuidae.